# Anna Schneider (Frauenrechtlerin)

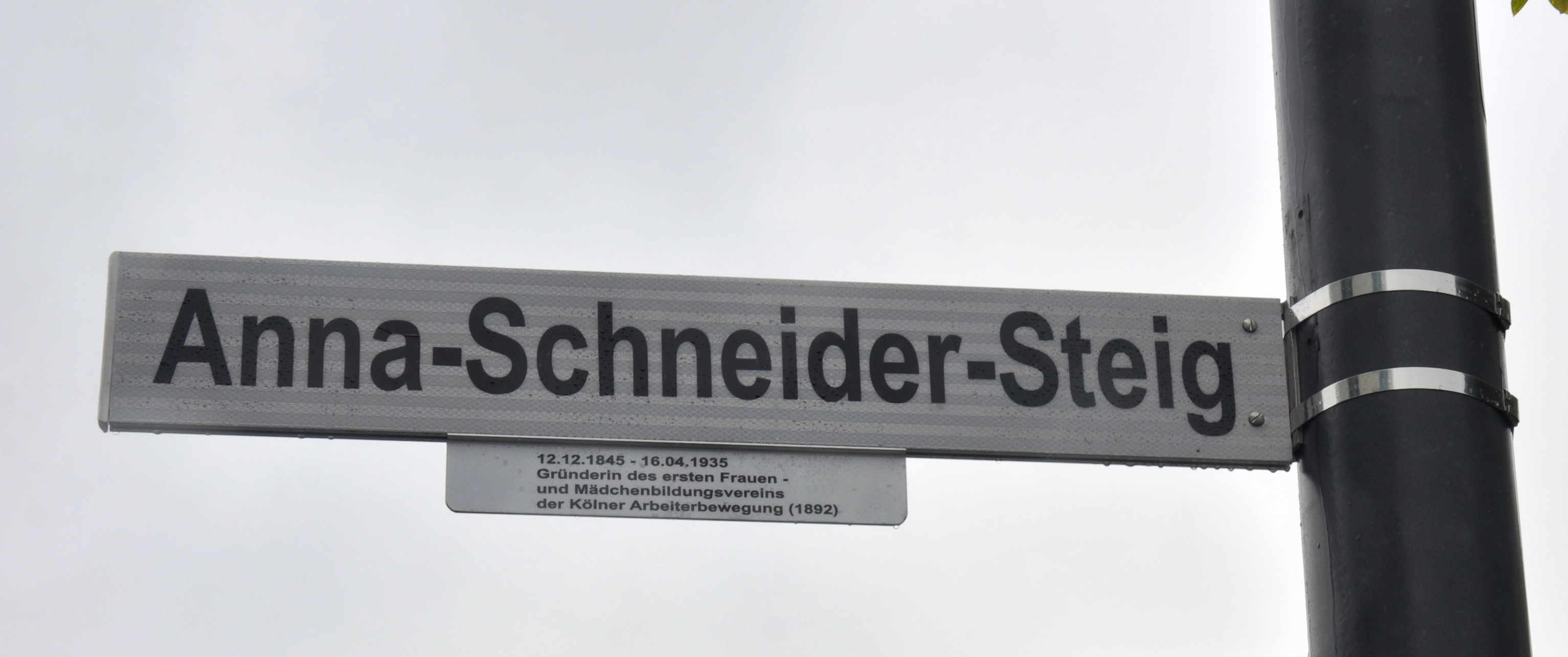
Anna-Schneider-Steig im Kölner Rheinauhafen

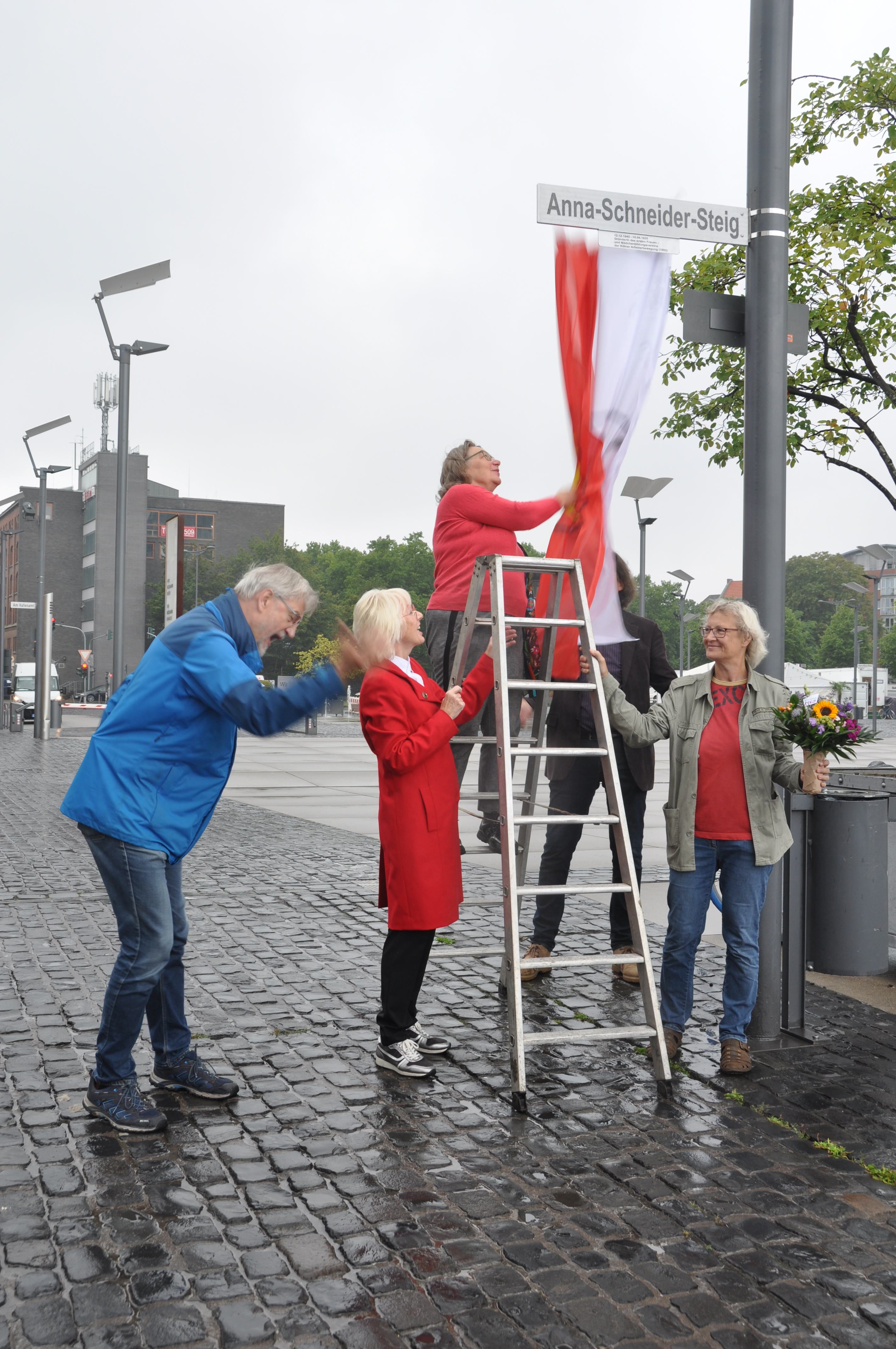
Enthüllung des Schildes mit erklärendem Zusatz (Juli 2020)

Anna Maria Schneider (geborene Röder, * 12. Dezember 1845 in Köln; † 16. April 1935 ebenda) war eine deutsche Frauenrechtlerin und Sozialistin.

## Leben und Wirken
Sie kämpfte für die bürgerlichen Rechte von Frauen und Mädchen und setzte sich für den Zugang zu höheren Schulen, männerdominierten Berufen, die Versammlungsfreiheit und das Wahlrecht ein.
Im Januar 1892 initiierte sie die Gründung des Frauen- und Mädchenbildungsvereins zu Köln und damit der ersten Frauenorganisation der Kölner Arbeiterbewegung. Bis zu dessen Auflösung 1894 saß sie dem fünfköpfigen Vorstand vor. Der Verein wurde allerdings im Oktober 1893 vom Kölner Polizeipräsidenten Wilhelm von König auf Grundlage des § 8 des Vereinsgesetzes vom 11. März 1850, der die politische Arbeit von Frauen untersagte, vorläufig geschlossen, letztendlich gerichtlich verboten und die Vorstandsmitglieder zu einem Tag Haft und Geldstrafe verurteilt.
Davon anscheinend unbeeindruckt, luden die Frauen erneut zu öffentlichen Versammlungen ein, u. a. bereits im November zu einer mit der bekannten Frauenrechtlerin Clara Zetkin, die von 350 Personen besucht wurde. Weitere Verurteilungen, andauernde Querelen mit der Kölner Polizei und den preußischen Behörden waren die Folge, aber auch weitere Veranstaltungen über das Vereinsbestehen hinaus.
1893 war Anna Schneider Delegierte beim SPD-Parteitag in Köln. Sie starb 1935 im Alter von 89 Jahren im Kölner Bürgerhospital. Sie war verwitwet von dem Sozialdemokraten Ernst Schneider, den sie 1873 geheiratet hatte.

## Ehrungen
Die Stadt Köln benannte 2005 einen Straßenzug im Rheinauhafen in Anna-Schneider-Steig.